# National Public Radio
National Public Radio, NPR, är ett icke vinstinriktat public service-radiobolag i USA, nämnda sändningsformat av amerikaner även benämnt Public broadcasting. Verksamheten finansieras av donationer. Organisationer, företag och privatpersoner skänker pengar till nätverket för att finansiera programverksamheten. NPR har till viss del en central programproduktion men mycket av innehållet produceras av de enskilda stationerna för att sedan distribueras både lokalt och nationellt. Motsvarigheten för amerikansk TV är PBS.
År 2013 hade bolaget 840 anställda, inklusive deltidsanställda.

## Galleri

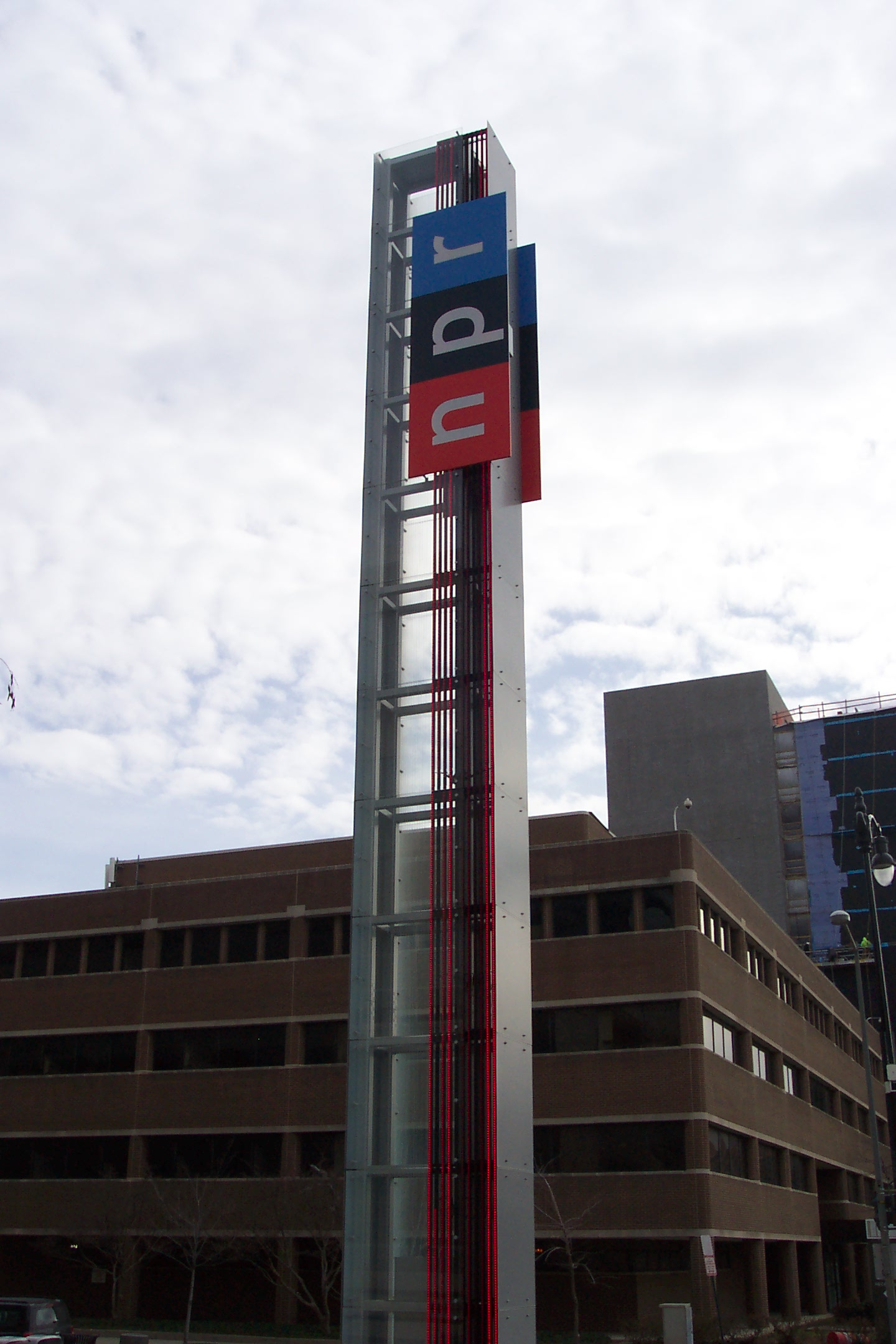
NPR:s huvudkontor
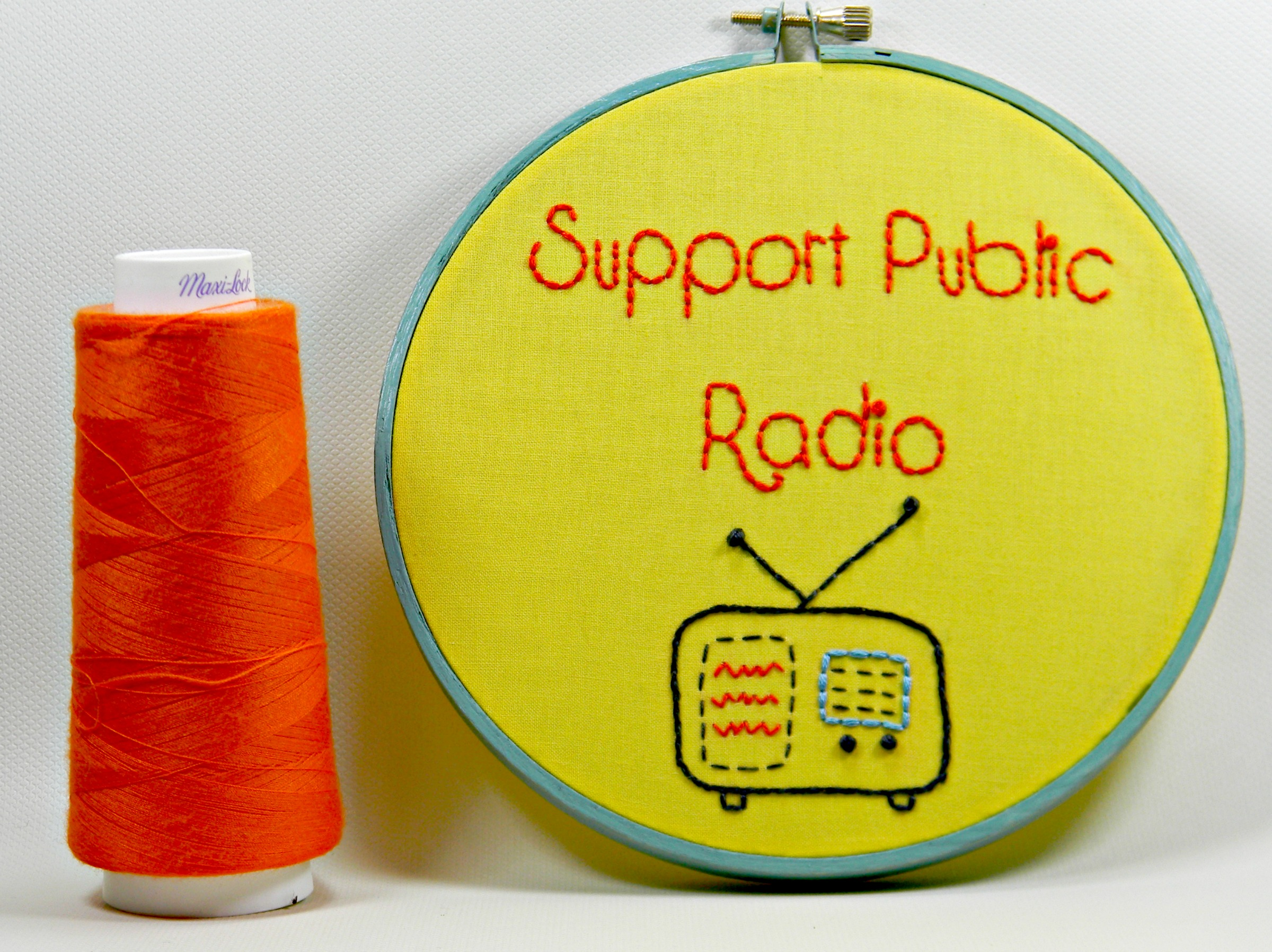
Handarbete om att påminna folk att donera till NPR